# Finale della Coppa dei Campioni 1972-1973
La finale della Coppa dei Campioni 1972-1973, 18ª edizione del massimo torneo continentale, si disputò il 30 maggio 1973 allo stadio Stella Rossa di Belgrado tra gli olandesi dell'Ajax, giunti per la quarta volta all'atto conclusivo della manifestazione, e gli italiani della Juventus, esordienti in finale. Il match, arbitrato dallo jugoslavo Milivoje Gugulovic, vide la vittoria per 1-0 della squadra di Amsterdam che si aggiudicò per la terza volta consecutiva il titolo confederale.

## Le squadre
| Squadre  | Partecipazioni precedenti (il grassetto indica la vittoria) |
| -------- | ----------------------------------------------------------- |
| Ajax     | 3 (1969, 1971, 1972)                                        |
| Juventus | Nessuna                                                     |

## Il cammino verso la finale
L'Ajax di Ștefan Kovács, in qualità di detentore del trofeo, ricevette un bye per poter accedere al tabellone direttamente dagli ottavi di finale, dove incrociò i bulgari del CSKA Sofia battuti con un risultato aggregato di 6-1. Il percorso dei campioni in carica si fece autorevole dopo l'estromissione ai quarti dei tedeschi occidentali del Bayern Monaco, regolati dagli olandesi 5-2 tra andata e ritorno (comprensivo del fragoroso 4-0 di Amsterdam), e quella in semifinale dei campioni di Spagna del Real Madrid, sconfitti dagli ajacidi sia all'Olympisch Stadion sia al Bernabéu per un totale di 3-1.

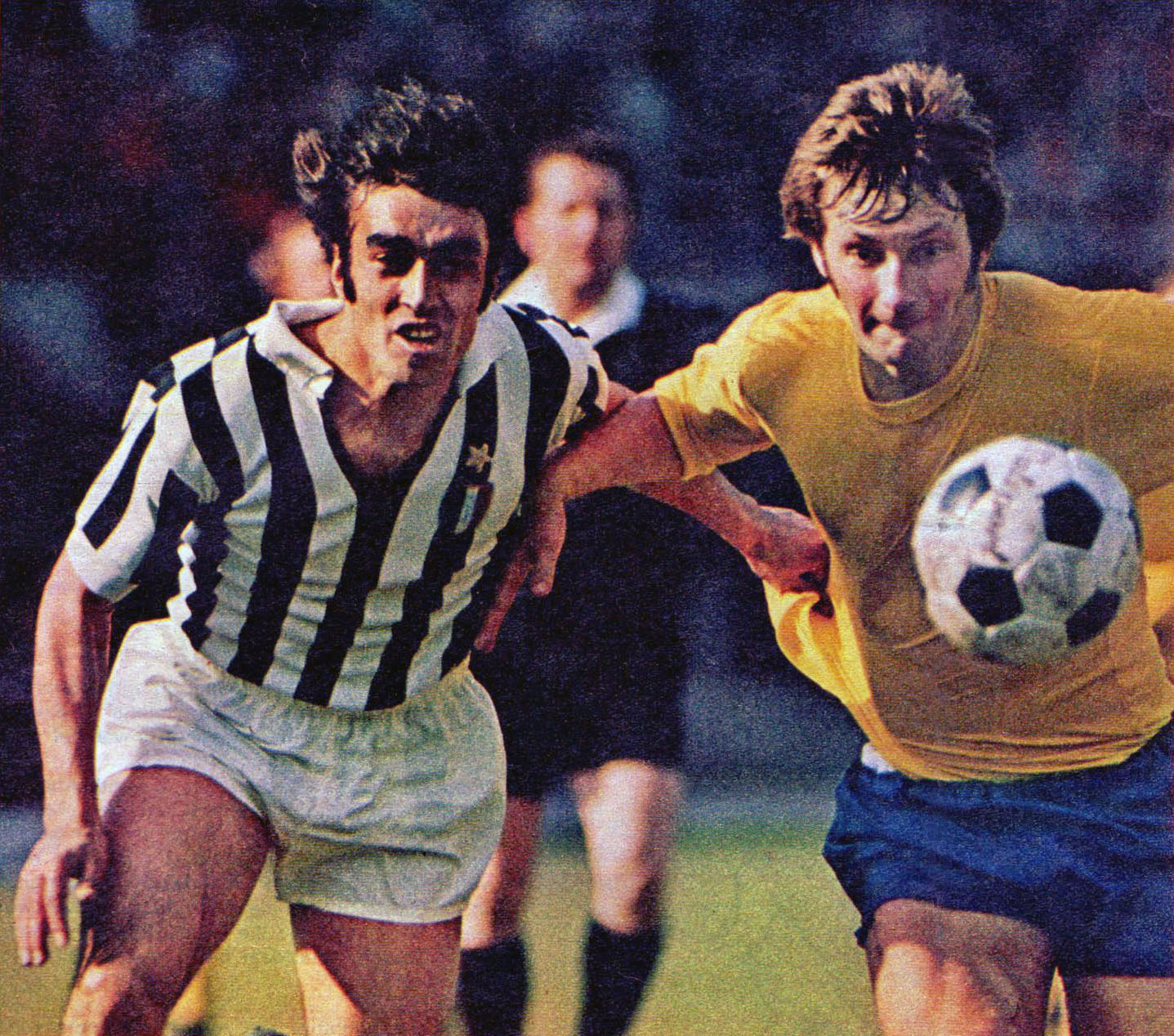
Anastasi e Todd in azione nella semifinale di andata tra Juventus e Derby County

La Juventus di Čestmír Vycpálek, campione d'Italia, arrivò a Belgrado dopo un cammino più altalenante. Partita dai sedicesimi di finale, qui la squadra ebbe la meglio dell'Olympique Marsiglia, che batté 3-0 nel retour match di Torino ribaltando così lo 0-1 subìto in Francia. Agli ottavi i tedeschi orientali del Magdeburgo furono sconfitti con un risultato complessivo di 2-0. Ai quarti di finale i Bianconeri eliminarono con più fatica i magiari dell'Újpest grazie alla regola del gol fuori casa, pareggiando 2-2 a Budapest. Infine, in un'accesa semifinale i piemontesi superarono gli inglesi del Derby County, vincendo 3-1 al Comunale e pareggiando 0-0, con un calcio di rigore fallito dai Rams, al Baseball Ground.

## La partita
Il match si mette subito in salita per la Juventus, alla sua prima finale di Coppa dei Campioni e già alla vigilia data per sfavorita dinanzi a un Ajax ritenuto dalla stampa specializzata la squadra al tempo più forte del mondo. Gli italiani vanno infatti in svantaggio dopo cinque minuti: un traversone di Horst Blankenburg trova ad attenderlo Johnny Rep, il quale sovrasta il suo marcatore Silvio Longobucco e colpisce di testa, creando una strana parabola a pallonetto che si insacca scavalcando il portiere Dino Zoff.

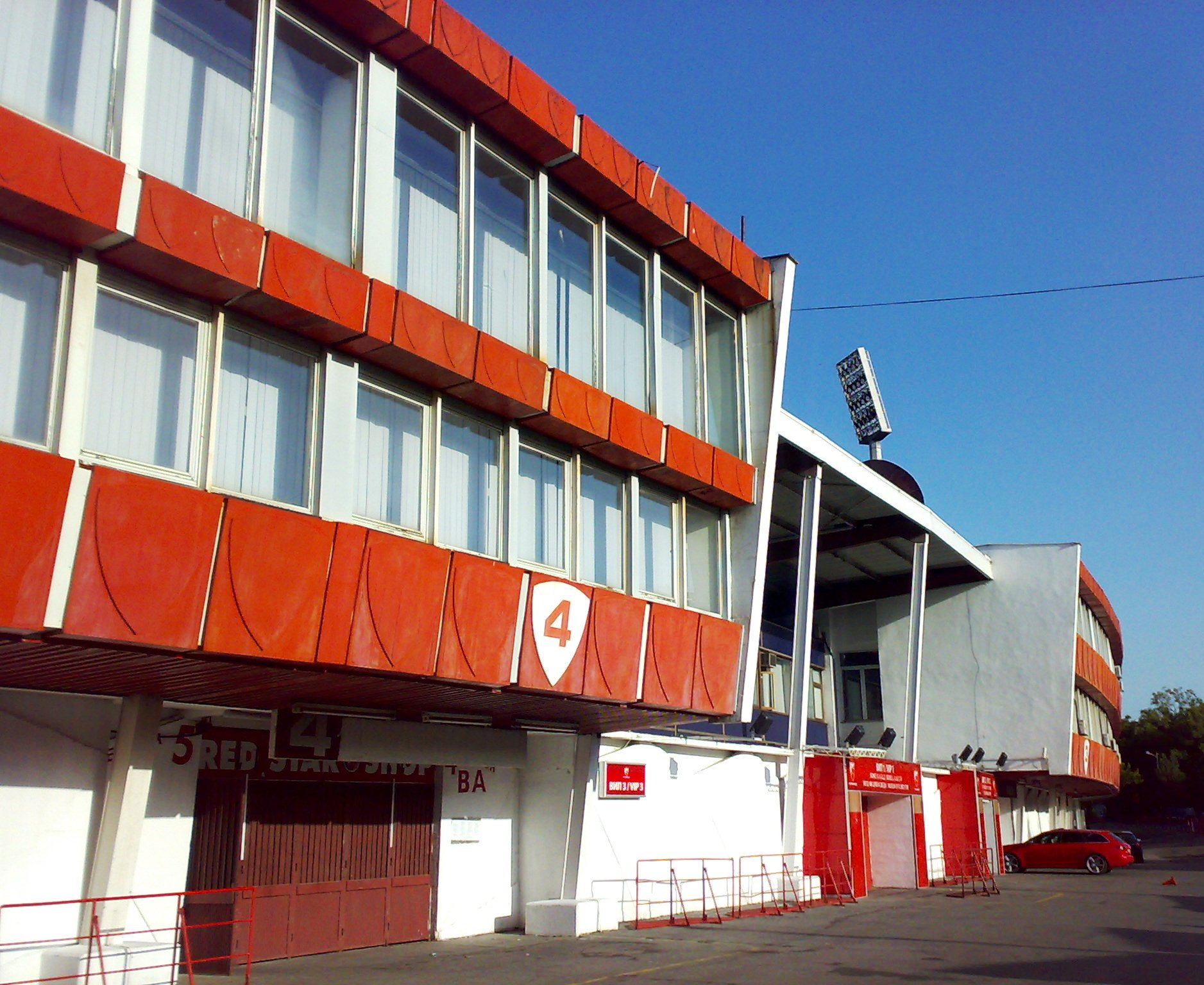
Il Marakana di Belgrado, stadio sede della finale.

Di lì in poi i Bianconeri provano a reagire facendo uso del contropiede per sfruttare gli spazi concessi della retroguardia amsterdamiana, compensando così in parte le proprie difficoltà difensive – dovute sia alla maggior forza fisica dei rivali, sia agli strascichi di un'usurante stagione che aveva visto i torinesi arrivare in fondo a tutte le competizioni (campionato e coppe) cui presero parte – e riuscendo in questo modo a creare tre nitide palle-gol per il pareggio; da par loro i Lancieri, seppur scesi in campo non al meglio e di fatto alla fine di un ciclo, fino all'intervallo riescono a tenere alto il proprio ritmo, trovando la maniera di costruire sul finale di tempo l'occasione più limpida per il raddoppio.
Nella ripresa il gioco si fa più duro, con alcuni interventi sleali da ambo le parti. L'Ajax, a causa dello sforzo compiuto della prima frazione di gioco, fa ampio ricorso alla trappola del fuorigioco per contenere le manovre offensive bianconere. Dopo che olandesi e italiani si spartiscono un paio di occasioni da gol, le azioni diventano meno corali e più individuali, sicché le manovre d'alleggerimento della formazione ajacide – che corre l'unico rischio a un minuto dal termine (la palla-gol più nitida del match dopo la rete di Rep), per uno svarione dell'estremo difensore Heinz Stuy che innesca Pietro Anastasi, e su cui il libero biancorosso Horst Blankenburg salva alla disperata – si limitano ad amministrare il vantaggio. Il risultato si protrae quindi invariato fino al fischio finale, quando Johan Cruijff e compagni possono sollevare la loro terza Coppa dei Campioni consecutiva, la quarta di fila vinta da una formazione olandese; per la prima volta dai Blancos degli anni 1950, inoltre, un club torna a monopolizzare per tre edizioni la massima competizione europea per club.

## Tabellino
| Arbitro: | Milivoje Gugulovic |

|        |           |  |
| Rep 5’ | Marcatori |  |

| Ajax | Juventus |

### Formazioni
| Ajax                           |    |                   |
|                                |    |                   |
| P                              | 1  | Heinz Stuy        |
| D                              | 3  | Wim Suurbier      |
| D                              | 5  | Ruud Krol         |
| C                              | 7  | Johann Neeskens   |
| C                              | 9  | Gerrie Mühren     |
| A                              | 11 | Piet Keizer       |
| D                              | 12 | Horst Blankenburg |
| D                              | 13 | Barry Hulshoff    |
| A                              | 14 | Johan Cruijff     |
| C                              | 15 | Arie Haan         |
| A                              | 16 | Johnny Rep        |
| Sostituzioni (non utilizzato): |    |                   |
| P                              | 13 | Sies Wever        |
| C                              | 6  | Arnold Mühren     |
| A                              | 8  | Sjaak Swart       |
| A                              | 10 | Jan Mulder        |
| A                              | 4  | Gerrie Kleton     |
| Allenatore:                    |    |                   |
| Ștefan Kovács                  |    |                   |

| Juventus         |    |                      |     |     |
|                  |    |                      |     |     |
| P                | 1  | Dino Zoff            |     |     |
| D                | 2  | Gianpietro Marchetti |     |     |
| D                | 3  | Silvio Longobucco    |     |     |
| C                | 4  | Giuseppe Furino      | 66’ |     |
| D                | 5  | Francesco Morini     |     |     |
| D                | 6  | Sandro Salvadore     |     |     |
| A                | 7  | José Altafini        |     |     |
| C                | 8  | Franco Causio        |     | 57’ |
| A                | 9  | Pietro Anastasi      |     |     |
| C                | 10 | Fabio Capello        |     |     |
| A                | 11 | Roberto Bettega      |     | 49’ |
| Sostituzioni:    |    |                      |     |     |
| C                | 15 | Helmut Haller        |     | 49’ |
| C                | 14 | Antonello Cuccureddu |     | 57’ |
| Allenatore:      |    |                      |     |     |
| Čestmír Vycpálek |    |                      |     |     |